# Radkovice (Dél-plzeňi járás)
Radkovice település Csehországban, a Dél-plzeňi járásban. Radkovice Příchovice, Dolce és Horšice településekkel határos. Lakosainak száma 115 fő (2024. január 1.).

## Népesség
A település lakosságának változását az alábbi diagram mutatja:
| Lakosok száma | 268  | 241  | 270  | 195  | 144  | 91   | 104  | 96   | 102  | 115  |
|               | 1869 | 1890 | 1921 | 1950 | 1980 | 2001 | 2017 | 2019 | 2022 | 2024 |